# Bourgneuf-en-Mauges
Bourgneuf-en-Mauges korábbi község Franciaország Loire mente régiójában, Maine-et-Loire megyében. 2015. december 15-én tíz másik korábbi községgel egyesült és Mauges-sur-Loire új község része lett.
Lakosainak száma 655 fő (2018. január 1.). Bourgneuf-en-Mauges Mauges-sur-Loire, Sainte-Christine, Saint-Laurent-de-la-Plaine, Saint-Quentin-en-Mauges és La Pommeraye községekkel határos.

## Népesség
A település népességének változása:
| Lakosok száma | 538  | 536  | 591  | 663  | 687  | 691  | 679  | 680  | 668  | 655  |
|               | 1962 | 1968 | 1982 | 1990 | 1999 | 2008 | 2011 | 2013 | 2017 | 2018 |